# Австрия на «Евровидении-1960»
Австрия принимала участие в Евровидении 1960, проходившем в Лондоне, Великобритания. На конкурсе её представлял Гарри Винтер с песней «Du hast mich so fasziniert», выступавший под номером 7. В этом году страна заняла седьмое место, получив 6 баллов. Комментатором конкурса от Австрии в этом году стал Эмил Коллпачер.

## Страны, отдавшие баллы Австрии
Каждая страна имела жюри в количестве 10 человек, каждый человек мог отдать очко понравившейся песне.
| Отдали Австрии…      | Отдали Австрии… |
| 2 балла              | 1 балл          |
| -------------------- | --------------- |
| Дания Великобритания | Италия Бельгия  |

## Страны, получившие баллы от Австрии
| 3 балла | Великобритания             |
| 2 балла | Швейцария, Германия        |
| 1 балл  | Бельгия, Норвегия, Франция |